# Seznam zmagovalcev Odprtega prvenstva Anglije - ženske posamično
Seznam zmagovalcev teniškega turnirja Odprto prvenstvo Anglije med ženskami posamično.

## Zmagovalke po letih
| Leto      | Zmagovalka                | Druga                     | Rezultat finala      |
| --------- | ------------------------- | ------------------------- | -------------------- |
| 1884      | Maud Watson               | Lilian Watson             | 6-8, 6-3, 6-3        |
| 1885      | Maud Watson               | Blanche Bingley           | 6-1, 7-5             |
| 1886      | Blanche Bingley           | Maud Watson               | 6-3, 6-3             |
| 1887      | Lottie Dod                | Blanche Bingley           | 6-2, 6-0             |
| 1888      | Lottie Dod                | Blanche Bingley Hillyard  | 6-3, 6-3             |
| 1889      | Blanche Bingley Hillyard  | Lena Rice                 | 4-6, 8-6, 6-4        |
| 1890      | Lena Rice                 | May Jacks                 | 6-4, 6-1             |
| 1891      | Lottie Dod                | Blanche Bingley Hillyard  | 6-2, 6-1             |
| 1892      | Lottie Dod                | Blanche Bingley Hillyard  | 6-1, 6-1             |
| 1893      | Lottie Dod                | Blanche Bingley Hillyard  | 6-8, 6-1, 6-4        |
| 1894      | Blanche Bingley Hillyard  | Edith Austin              | 6-1, 6-1             |
| 1895      | Charlotte Cooper          | Helen Jackson             | 7-5, 8-6             |
| 1896      | Charlotte Cooper          | Alice Simpson Pickering   | 6-2, 6-3             |
| 1897      | Blanche Bingley Hillyard  | Charlotte Cooper          | 5-7, 7-5, 6-2        |
| 1898      | Charlotte Cooper          | Louisa Martin             | 6-4, 6-4             |
| 1899      | Blanche Bingley Hillyard  | Charlotte Cooper          | 6-2, 6-3             |
| 1900      | Blanche Bingley Hillyard  | Charlotte Cooper          | 4-6, 6-4, 6-4        |
| 1901      | Charlotte Cooper Sterry   | Blanche Bingley Hillyard  | 6-2, 6-2             |
| 1902      | Muriel Robb               | Charlotte Cooper Sterry   | 7-5, 6-1             |
| 1903      | Dorothea Douglass         | Ethel Thomson             | 4-6, 6-4, 6-2        |
| 1904      | Dorothea Douglass         | Charlotte Cooper Sterry   | 6-0, 6-3             |
| 1905      | May Sutton                | Dorothea Douglass         | 6-3, 6-4             |
| 1906      | Dorothea Douglass         | May Sutton                | 6-3, 9-7             |
| 1907      | May Sutton                | Dorothea Lambert-Chambers | 6-1, 6-4             |
| 1908      | Charlotte Cooper Sterry   | Agnes Morton              | 6-4, 6-4             |
| 1909      | Dora Boothby              | Agnes Morton              | 6-4, 4-6, 8-6        |
| 1910      | Dorothea Lambert-Chambers | Dora Boothby              | 6-2, 6-2             |
| 1911      | Dorothea Lambert-Chambers | Dora Boothby              | 6-0, 6-0             |
| 1912      | Ethel Larcombe            | Charlotte Cooper Sterry   | 6-3, 6-1             |
| 1913      | Dorothea Lambert-Chambers | Winifred McNair           | 6-0, 6-4             |
| 1914      | Dorothea Lambert-Chambers | Ethel Larcombe            | 7-5, 6-4             |
| 1915 1918 | prva svetovna vojna       | prva svetovna vojna       | prva svetovna vojna  |
| 1919      | Suzanne Lenglen           | Dorothea Lambert-Chambers | 10-8, 4-6, 9-7       |
| 1920      | Suzanne Lenglen           | Dorothea Lambert-Chambers | 6-3, 6-0             |
| 1921      | Suzanne Lenglen           | Elizabeth Ryan            | 6-2, 6-0             |
| 1922      | Suzanne Lenglen           | Molla Bjurstedt Mallory   | 6-2, 6-0             |
| 1923      | Suzanne Lenglen           | Kitty McKane Godfree      | 6-2, 6-2             |
| 1924      | Kitty McKane Godfree      | Helen Wills Moody         | 4-6, 6-4, 6-4        |
| 1925      | Suzanne Lenglen           | Joan Fry                  | 6-2, 6-0             |
| 1926      | Kitty McKane Godfree      | Lili de Alvarez           | 6-2, 4-6, 6-3        |
| 1927      | Helen Wills Moody         | Lili de Alvarez           | 6-2, 6-4             |
| 1928      | Helen Wills Moody         | Lili de Alvarez           | 6-2, 6-3             |
| 1929      | Helen Wills Moody         | Helen Hull Jacobs         | 6-1, 6-2             |
| 1930      | Helen Wills Moody         | Elizabeth Ryan            | 6-2, 6-2             |
| 1931      | Cilly Aussem              | Hilde Krahwinkel Sperling | 6-2, 7-5             |
| 1932      | Helen Wills Moody         | Helen Hull Jacobs         | 6-3, 6-1             |
| 1933      | Helen Wills Moody         | Dorothy Round Little      | 6-4, 6-8, 6-3        |
| 1934      | Dorothy Round Little      | Helen Hull Jacobs         | 6-2, 5-7, 6-3        |
| 1935      | Helen Wills Moody         | Helen Hull Jacobs         | 6-3, 3-6, 7-5        |
| 1936      | Helen Hull Jacobs         | Hilde Krahwinkel Sperling | 6-2, 4-6, 7-5        |
| 1937      | Dorothy Round Little      | Jadwiga Jedrzejowska      | 6-2, 2-6, 7-5        |
| 1938      | Helen Wills Moody         | Helen Hull Jacobs         | 6-4, 6-0             |
| 1939      | Alice Marble              | Kay Stammers              | 6-2, 6-0             |
| 1940 1945 | druga svetovna vojna      | druga svetovna vojna      | druga svetovna vojna |
| 1946      | Pauline Betz Addie        | Louise Brough Clapp       | 6-2, 6-4             |
| 1947      | Margaret Osborne duPont   | Doris Hart                | 6-2, 6-4             |
| 1948      | Louise Brough Clapp       | Doris Hart                | 6-3, 8-6             |
| 1949      | Louise Brough Clapp       | Margaret Osborne duPont   | 10-8, 1-6, 10-8      |
| 1950      | Louise Brough Clapp       | Margaret Osborne duPont   | 6-1, 3-6, 6-1        |
| 1951      | Doris Hart                | Shirley Fry Irvin         | 6-1, 6-0             |
| 1952      | Maureen Connolly Brinker  | Louise Brough Clapp       | 6-4, 6-3             |
| 1953      | Maureen Connolly Brinker  | Doris Hart                | 8-6, 7-5             |
| 1954      | Maureen Connolly Brinker  | Louise Brough Clapp       | 6-2, 7-5             |
| 1955      | Louise Brough Clapp       | Beverly Fleitz            | 7-5, 8-6             |
| 1956      | Shirley Fry Irvin         | Angela Buxton             | 6-3, 6-1             |
| 1957      | Althea Gibson             | Darlene Hard              | 6-3, 6-2             |
| 1958      | Althea Gibson             | Angela Mortimer Barrett   | 8-6, 6-2             |
| 1959      | Maria Bueno               | Darlene Hard              | 6-4 6-3              |
| 1960      | Maria Bueno               | Sandra Reynolds Price     | 8-6, 6-0             |
| 1961      | Angela Mortimer Barrett   | Christine Truman Janes    | 4-6, 6-4, 7-5        |
| 1962      | Karen Hantze Susman       | Věra Pužejová Suková      | 6-4, 6-4             |
| 1963      | Margaret Smith Court      | Billie Jean King          | 6-3, 6-4             |
| 1964      | Maria Bueno               | Margaret Smith Court      | 6-4, 7-9, 6-3        |
| 1965      | Margaret Smith Court      | Maria Bueno               | 6-4, 7-5             |
| 1966      | Billie Jean King          | Maria Bueno               | 6-3, 3-6, 6-1        |
| 1967      | Billie Jean King          | Ann Haydon Jones          | 6-3, 6-4             |
| 1968      | Billie Jean King          | Judy Tegart Dalton        | 9-7, 7-5             |
| 1969      | Ann Haydon Jones          | Billie Jean King          | 3-6, 6-3, 6-2        |
| 1970      | Margaret Smith Court      | Billie Jean King          | 14-12, 11-9          |
| 1971      | Evonne Goolagong Cawley   | Margaret Smith Court      | 6-4, 6-1             |
| 1972      | Billie Jean King          | Evonne Goolagong Cawley   | 6-3, 6-3             |
| 1973      | Billie Jean King          | Chris Evert               | 6-0, 7-5             |
| 1974      | Chris Evert               | Olga Morozova             | 6-0, 6-4             |
| 1975      | Billie Jean King          | Evonne Goolagong Cawley   | 6-0, 6-1             |
| 1976      | Chris Evert               | Evonne Goolagong Cawley   | 6-3, 4-6, 8-6        |
| 1977      | Virginia Wade             | Betty Stöve               | 4-6, 6-3, 6-1        |
| 1978      | Martina Navrátilová       | Chris Evert               | 2-6, 6-4, 7-5        |
| 1979      | Martina Navrátilová       | Chris Evert               | 6-4, 6-4             |
| 1980      | Evonne Goolagong Cawley   | Chris Evert               | 6-1, 7-6             |
| 1981      | Chris Evert               | Hana Mandlíková           | 6-2, 6-2             |
| 1982      | Martina Navrátilová       | Chris Evert               | 6-1, 3-6, 6-2        |
| 1983      | Martina Navrátilová       | Andrea Jaeger             | 6-0, 6-3             |
| 1984      | Martina Navrátilová       | Chris Evert               | 7-6, 6-2             |
| 1985      | Martina Navrátilová       | Chris Evert               | 4-6, 6-3, 6-2        |
| 1986      | Martina Navrátilová       | Hana Mandlíková           | 7-6, 6-3             |
| 1987      | Martina Navrátilová       | Steffi Graf               | 7-5, 6-3             |
| 1988      | Steffi Graf               | Martina Navrátilová       | 5-7, 6-2, 6-1        |
| 1989      | Steffi Graf               | Martina Navrátilová       | 6-2, 6-7, 6-1        |
| 1990      | Martina Navrátilová       | Zina Garrison             | 6-4, 6-1             |
| 1991      | Steffi Graf               | Gabriela Sabatini         | 6-4, 3-6, 8-6        |
| 1992      | Steffi Graf               | Monika Seleš              | 6-2, 6-1             |
| 1993      | Steffi Graf               | Jana Novotná              | 7-6, 1-6, 6-4        |
| 1994      | Conchita Martínez         | Martina Navrátilová       | 6-4, 3-6, 6-3        |
| 1995      | Steffi Graf               | Arantxa Sánchez Vicario   | 4-6, 6-1, 7-5        |
| 1996      | Steffi Graf               | Arantxa Sánchez Vicario   | 6-3, 7-5             |
| 1997      | Martina Hingis            | Jana Novotná              | 2-6, 6-3, 6-3        |
| 1998      | Jana Novotná              | Nathalie Tauziat          | 6-4, 7-6(2)          |
| 1999      | Lindsay Davenport         | Steffi Graf               | 6-4, 7-5             |
| 2000      | Venus Williams            | Lindsay Davenport         | 6-3, 7-6(3)          |
| 2001      | Venus Williams            | Justine Henin-Hardenne    | 6-1, 3-6, 6-0        |
| 2002      | Serena Williams           | Venus Williams            | 7-6(4), 6-3          |
| 2003      | Serena Williams           | Venus Williams            | 4-6, 6-4, 6-2        |
| 2004      | Marija Šarapova           | Serena Williams           | 6-1, 6-4             |
| 2005      | Venus Williams            | Lindsay Davenport         | 4-6, 7-6(4), 9-7     |
| 2006      | Amélie Mauresmo           | Justine Henin-Hardenne    | 2-6, 6-3, 6-4        |
| 2007      | Venus Williams            | Marion Bartoli            | 6–4, 6–1             |
| 2008      | Venus Williams            | Serena Williams           | 7–5, 6–4             |
| 2009      | Serena Williams           | Venus Williams            | 7–6(7–3), 6–2        |
| 2010      | Serena Williams           | Vera Zvonareva            | 6–3, 6–2             |
| 2011      | Petra Kvitová             | Marija Šarapova           | 6–3, 6–4             |
| 2012      | Serena Williams           | Agnieszka Radwańska       | 6–1, 5–7, 6–2        |
| 2013      | Marion Bartoli            | Sabine Lisicki            | 6–1, 6–4             |
| 2014      | Petra Kvitová             | Eugenie Bouchard          | 6–3, 6–0             |
| 2015      | Serena Williams           | Garbiñe Muguruza          | 6–4, 6–4             |
| 2016      | Serena Williams           | Angelique Kerber          | 7–5, 6–3             |
| 2017      | Garbiñe Muguruza          | Venus Williams            | 7–5, 6–0             |
| 2018      | Angelique Kerber          | Serena Williams           | 6–3, 6–3             |
| 2019      | Simona Halep              | Serena Williams           | 6–2, 6–2             |
| 2021      | Ashleigh Barty            | Karolína Plíšková         | 6–3, 6–7(4–7), 6–3   |
| 2022      | Jelena Ribakina           | Ons Jabeur                | 3–6, 6–2, 6–2        |
| 2023      | Markéta Vondroušová       | Ons Jabeur                | 6–4, 6–4             |
| 2024      | Barbora Krejčíková        | Jasmine Paolini           | 6–2, 2–6, 6–4        |
| 2025      | Iga Świątek               | Amanda Anisimova          | 6–0, 6–0             |